# Казарма 206 км
Казарма 206 км — хутор в Кувандыкском городском округе Оренбургской области.

## География
Находится на расстоянии примерно 9 километров по прямой на юг-юго-восток от окружного центра города Кувандык.

## Климат
Климат умеренно континентальный. Времена года выражены чётко. Среднегодовая температура по району изменяется от +4,0 °C до +4,8 °C. Самый холодный месяц года — январь, среднемесячная температура около −20,5…−35 °C. Атмосферных осадков за год выпадает от 300 до 450—550 мм, причём большая часть приходится на весенне-летний период (около 70 %). Снежный покров довольно устойчив, продолжительность его, в среднем, 150 дней.

## Население
Постоянное население составляло 22 человек в 2002 году (башкиры — 45 %, русские — 45 %), 29 в 2010 году.